# Анимационната вселена на ДиСи
Анимационната вселена на ДиСи (на английски: DC animated universe) е поредица от анимационни сериали и техните спинофове, продуцирани от Warner Bros. Animation, споделящи редица от събития случващи се в една и съща реалност. Повечето от тези анимационни сериали са адаптирани героите и техните приключения, собственост на ДиСи Комикс. Съкращението DCAU е често използвано. Този свят се нарича още и „Тимвселена“ (Timmverse) (по името на Брус Тим, оказал най-постоянното творческо влияние върху цялата тази подукция) и в миналото „Динивселена“ (Diniverse) (по името на Пол Дини, който по-късно напуска Warner Bros. Animation).

## Свързаност в „Анимационната вселена на ДиСи“
Има различни анимационни сериали, базирани на героите на ДиСи Комикс. Стари шоута като „Супер приятели“ и по-нови като „Батман“ не са част от тази реалност.

### Анимационни сериали
Анимационната вселена на ДиСи се състои от следните анимационни поредици (и техните сродни филми; виж по-долу):
- „Батман: Анимационният сериал“ (по-късно преименуван на „Приключенията на Батман и Робин“)
- „Супермен: Анимационният сериал“ (събрано в „Новите приключения на Батман и Супермен“)
- „Новите приключения на Батман“ (събрано в „Новите приключения на Батман и Супермен“)
- „Батман от бъдещето“
- „Статичен шок“
- „Проект Зета“
- „Лигата на справедливостта“
- „Лигата на справедливостта без граници“

### Анимационни филми
Тези вторични филми са също част от Анимационната вселена на ДиСи:
- „Батман: Маската на Фантома“
- „Батман и Мистър Фрийз: Под нулата“
- „Батман от бъдещето: Завръщането на Жокера“
- „Батман: Мистерията Батуоман“
- „Батман и Харли Куин“
- „Лигата на справедливостта срещу Фаталната петорка“